# Areszt Śledczy w Piotrkowie Trybunalskim
Areszt Śledczy w Piotrkowie Trybunalskim – areszt śledczy znajdujący się w Piotrkowie Trybunalskim przy ulicy Wroniej 76/90. Przeznaczony dla tymczasowo aresztowanych mężczyzn. Odbywają tutaj również karę pozbawienia wolności skazani mężczyźni skierowani do zakładu karnego typu zamkniętego dla recydywistów penitencjarnych oraz zakładu karnego typu półotwartego dla odbywających karę po raz pierwszy. Obsługuje sądy i prokuratury Piotrkowa Trybunalskiego, Bełchatowa, Opoczna, Tomaszowa Mazowieckiego, Radomska i Pabianic.
Pod jednostkę podlegają również:
- Oddział Zewnętrzny w Goleszach Dużych (do 71 osadzonych)
- Ośrodek Tymczasowego Zakwaterowania Skazanych przy ODK SW „Pilica” w Sulejowie (do 30 osadzonych)

## Historia
Historia więziennictwa w Piotrkowie sięga 1793 roku, kiedy to ówczesna administracja pruska podjęła decyzję o utworzeniu więzienia. Więźniów zaczęto wówczas osadzać w klasztorze pijarskim przy ulicy Rwańskiej (ta część starego więzienia pozostała w niemal niezmienionej formie).

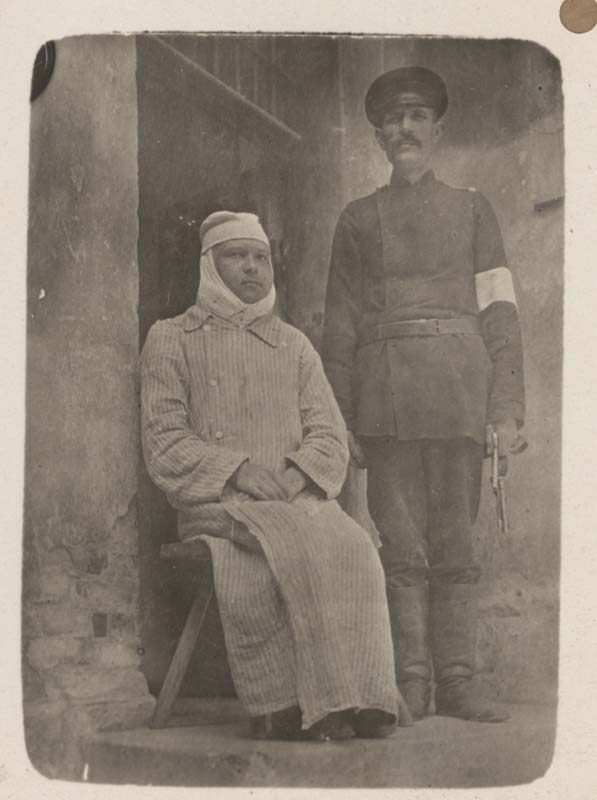
Damazy Macoch (siedzi) w piotrkowskim więzieniu, 1916

Po II wojnie światowej jednostka znajdowała się przy ulicy Wojska Polskiego 24. Miejsce znane przez mieszkańców Piotrkowa jako Stary Areszt znalazło odzwierciedlenie w nazwie galerii powstałej w miejscu zlikwidowanej jednostki penitencjarnej: Stary Areszt. Stara jednostka miała VI oddziałów. Oddział I mieścił się na parterze budynku, którego odnowiona zabytkowa fasada nadal jest widoczna dla osób przejeżdżających ul. Wojska Polskiego. Oddział II zlokalizowany był na pierwszym i drugim piętrze tego budynku. Znajdowały się tam cele mieszkalne oraz cele przejściowe. Oddział III przylegał ścianami szczytowymi do budynku, w którym były oddziały I, II i do budynku, w którym był oddział IV. W oddziale III znajdowały się cele mieszkalne oraz oddział szpitalny z celą szpitalną c.39. Oddział IV znajdował się na rogu ulic Rycerskiej i Wojska Polskiego. Znajdowały się tam cele wieloosobowe i więzienna biblioteka. Oddział V zlokalizowany był w dalszej części więzienia przyległej do ul. Rycerskiej. Zewnętrznie był kontynuacją oddziału IV. Oddział VI zlokalizowany był w istniejącym nadal budynku przy ulicy Rwańskiej. Cele wieloosobowe znajdowały się na pierwszym i drugim piętrze budynku.
Z oddziału VI uciekał więzień o pseudonimie Cygan w filmie Uprowadzenie Agaty. Więzienie będąc czynną jednostką penitencjarną było miejscem takich produkcji jak: Nowy Jork, czwarta rano Krzysztofa Krauzego z 1988 roku, Psy Władysława Pasikowskiego z 1992 roku. Nieczynny już areszt można również zobaczyć w dramacie Agnieszki Holland W ciemności z 2011 roku.
Jednostkę penitencjarną przeniesiono w nowe miejsce w 2003 roku. Nowy areszt uchodzi za jedną z najbardziej nowoczesnych jednostek penitencjarnych w Polsce.

## Współpraca
Areszt Śledczy współpracuje z samorządem lokalnym:
- Piotrkowa Trybunalskiego
- Sulejowa
- Wolborza
- Moszczenicy.